# Lake Lindsey
Lake Lindsey es un lugar designado por el censo ubicado en el condado de Hernando en el estado estadounidense de Florida. En el Censo de 2010 tenía una población de 71 habitantes y una densidad poblacional de 304,59 personas por km².

## Geografía
Lake Lindsey se encuentra ubicado en las coordenadas 28°37′56″N 82°21′42″O / 28.63222, -82.36167. Según la Oficina del Censo de los Estados Unidos, Lake Lindsey tiene una superficie total de 0.23 km², de la cual 0.23 km² corresponden a tierra firme y (0%) 0 km² es agua.

## Demografía
Según el censo de 2010, había 71 personas residiendo en Lake Lindsey. La densidad de población era de 304,59 hab./km². De los 71 habitantes, Lake Lindsey estaba compuesto por el 97.18% blancos, el 0% eran afroamericanos, el 2.82% eran amerindios, el 0% eran asiáticos, el 0% eran isleños del Pacífico, el 0% eran de otras razas y el 0% pertenecían a dos o más razas. Del total de la población el 7.04% eran hispanos o latinos de cualquier raza.